# Antonín Stifter
Antonín Stifter (13. května 1855 Horní Planá – 15. července 1910 Křinec) byl český farmaceut, amatérský fotograf, regionální historik a veřejný a spolkový činitel. Byl nadšeným amatérským fotografem, prvním českým fotoamatérem tvořícím technologické poznámky a podpisy u fotografií, rovněž je uváděn jako autor nejstaršího dochovaného českého fotoaktu. Podílel se též na zpracování historie polabského Křince, kde po většinu života žil.

## Život

### Mládí
Narodil se v Horní Plané nad Vltavou (Šumava) do rodiny měšťana Josefa Stiftera a jeho manželky Johanny, rozené Stiepanové. Roku 1860 se jeho matka znovu provdala, za Alexandra Ottu, a rodina se přestěhovala do Křince nedaleko Nymburka ve středních Čechách. Antonín v Křinci vyrostl, po absolvování obecné školy a středního vzdělání odešel studovat farmacii na Karlo-Ferdinandovu univerzitu v Praze, kterou zakončil roku 1877.

### V Křinci
Následně se navrátil do Křince, kde provozoval vlastní lékárnickou praxi. Byl nadšeným českým vlastencem a organizátorem společenského života ve městě, mj. spoluzakládal zdejší spolek dobrovolných hasičů či obecní knihovnu. Věnoval se historii Křince a okolí: vydal několik publikací a byl sběratelem starožitností, jehož sbírka posléze vytvořila základ pro městské muzeum, rovněž vytvořil pamětní knihu města.

### Fotografie
Byl významnou osobností na poli amatérské fotografie, které se věnoval přibližně od doby svého návratu do Křince. Řada jeho snímků zachycuje lokální stavby, sídla či přírodní dominanty, z nichž řada byla otištěna v soudobých regionálních publikacích. Rovněž byl fotografickým experimentátorem a vytvářel mj. fotokoláže nebo kolorované fotografie. Rovněž je autorem nejstaršího aktu v historii české fotografie, který se dochoval. Byl členem pražského Klubu fotografů amatérů.

### Úmrtí
Antonín Stifter zemřel 15. července 1910 v Křinci ve věku 55 let. Byl pohřben v rodinné hrobce na městském hřbitově na vrchu Chotuc.

### Po smrti
Roku 2005 mu byla na adrese Náměstí 25 odhalena kovová pamětní deska.

### Rodinný život
Jeho příbuzným, patrně dědečkem, byl česko-rakouský spisovatel Adalbert Stifter.